# Glenea substellata
Glenea substellata là một loài bọ cánh cứng trong họ Cerambycidae.